# Grane (Nordland)
Pour les articles homonymes, voir Grane (homonymie).
Grane est une localité du comté de Nordland, en Norvège.

## Géographie
Administrativement, Grane fait partie de la kommune de Grane.